# (27690) 1981 EL27
A (27690) 1981 EL27 a Naprendszer kisbolygóövében található aszteroida. Schelte J. Bus fedezte fel 1981. március 2-án.